# Hugo Warlich

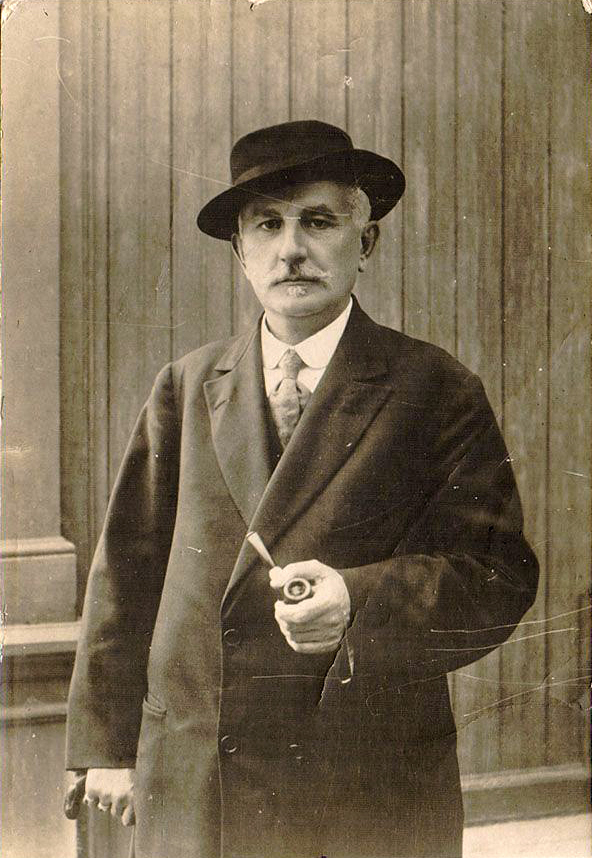
Hugo Iwanowitsch Warlich

Hugo Iwanowitsch Warlich (russisch Гуго Иванович Варлих, Geburtsname Johann Christian Andreas Hugo Warlich; * 5. November 1856 in Cassel; † 23. Januar 1922 in Petrograd) war ein nach Russland ausgewanderter Dirigent deutsch-böhmischer Herkunft.
Hugo Warlich war böhmischer Abstammung, lebte jedoch seit den 1870er Jahren im Kaiserreich Russland. Er spielte Bratsche in Quartetten und war seit Beginn der 1880er Jahre auch als Dirigent tätig. Ab 1888 leitete er unter anderem das Symphonische Hoforchester in St. Petersburg. 1909 dirigierte er die russische Erstaufführung von Alexander Skrjabins Le Poème de l’Extase.
Sein Sohn war der Schauspieler Borwin Walth.